# Greatest Hits Live (album de Heart)
Pour les articles homonymes, voir Greatest Hits Live.
Greatest Hits Live est la première compilation de Heart sorti le 29 novembre 1980. Il contient de plus quatre reprises : Tell It Like It Is de Aaron Neville, un medley comprenant I'm Down des Beatles et Long Tall Sally de Little Richard et enfin Rock & Roll de Led Zeppelin. L'album fut certifié 2 fois platine et passa 25 semaines au Billboard 200 américain Cette compilation réunit les premiers succès du groupe comme Magic Man, Barracuda, Straight On, Dreamboat Annie, Heartless etc.

## Liste des Pistes
1. Barracuda
2. Silver Wheels
3. Crazy on You
4. Straight On
5. Dreamboat Annie
6. Even It Up
7. Magic Man
8. Heartless
9. Dog and Butterfly
10. Bebe le Strange
11. Tell It Like It Is (Aaron Neville)
12. Mistral Wind
13. Sweet Darlin'
14. I'm Down (Lennon/McCartney)/Long Tall Sally (Enotris Johnson, Robert Alexander Blackwell et Richard Penniman)
15. Rock & Roll (Jimmy Page/Robert Plant/John Paul Jones/John Bonham)

## Musiciens
- Ann Wilson: Chant
- Nancy Wilson: Guitare, Chant
- Roger Fisher: Guitare solo et rythmique
- Howard Leese : Claviers, guitare
- Steve Fossen: Basse
- Michael DeRosier: Batterie

## Distinctions
- L'album a été classé n°1 au Billboard 200[2]